# 䑏疏

䑏疏圖，出自《古今圖書集成·博物彙編·禽蟲典卷·第一百二十三卷》

䑏疏（注音：ㄑㄩㄢˊ ㄕㄨˉ，拼音：quán shū，也有人念作ㄏㄨㄢˉ ㄕㄨˉ，拼音：huān shū）是中國漢族古代神話傳說中的神獸，獨角獸，闢火奇獸。最早見於《山海經·北山經》中的帶山。又北三百里，曰帶山，其上多玉，其下多青碧。有獸焉，其狀如馬，一角有錯，其名曰䑏疏，可以辟火。